# Stemodia pubescens
Stemodia pubescens är en grobladsväxtart som först beskrevs av Robert Brown, och fick sitt nu gällande namn av W.R. Barker. Stemodia pubescens ingår i släktet Stemodia och familjen grobladsväxter. Inga underarter finns listade i Catalogue of Life.